# ベクロニウム
ベクロニウム臭化物（Vecuronium bromide）は非脱分極性筋弛緩薬に属する筋弛緩剤の一つである。商品名はマスキュラックス。日本で承認されている効能・効果は「麻酔時の筋弛緩、気管内挿管時の筋弛緩」である。全身麻酔の補助薬として気管挿管を容易にし、手術中あるいは人工呼吸中に骨格筋を弛緩させる。より作用時間が短く、調節性に優れるロクロニウムが発売されるまでは、最も日本で多く使われていた筋弛緩薬であるが、近年、あまり使用されず、製造販売中止が近づいているとされる。ベクロニウムはロクロニウムと異なり、注射時の血管痛をほとんど引き起こさない。

## 禁忌
重症筋無力症、筋無力症候群の患者では非脱分極性筋弛緩薬への感受性が極めて高い。スガマデクスナトリウムに対して過敏症の既往歴のある患者では、筋弛緩作用を打ち消す事ができず遷延し易いので、慎重投与とされた。

## 副作用
添付文書に記載されている重大な副作用は、ショック（0.1%未満）、アナフィラキシー様症状、遷延性呼吸抑制、横紋筋融解症、気管支痙攣である（頻度未記載は頻度不明）。

## 作用機序
運動終板のコリン作動性受容体を競合的に阻害する事で筋弛緩作用を示し、全身麻酔時に補助的に使用される。ベクロニウムの神経筋ブロック作用は強力な吸入麻酔薬の存在で若干増強される。

## 投与
4mgと10mgのバイアル製剤があり、注射用水に溶解して使用される。麻酔管理下では、挿管時の用量を投与した後にコントロールの25%に回復するまでの時間（臨床持続時間）は注射後25〜40分で、45〜65分後には95%まで回復する。エンフルラン、イソフルラン、ハロタンの吸入開始後5分以上を経過してからベクロニウムを投与開始する場合、あるいは定常状態に達してから投与開始する場合は、約15%の減量が必要である。

## 化学的特徴
ベクロニウムは同じアミノステロイドであるパンクロニウムの誘導体であり、ステロイドA環に付くピペリジン環の窒素上のメチル基がなくなり、D-ツボクラリンと同じモノ4級アンモニウム塩である。立体異性を持つ10ヶ所の炭素は全てパンクロニウムと同じ配置であり、単一異性体である。

## 医療以外の用途
ベクロニウム臭化物は米国で死刑執行に先立って投与される薬物群に含まれることがある。囚人の呼吸筋を麻痺させ、鎮静剤および塩化カリウムとの併用で心筋を停止させる。適切な鎮静剤を投与する事なくベクロニウムを投与すると、囚人は意識清明のまま、疼痛等に反応して動く事ができなくなる。
2000年に日本で准看護士（当時の呼称）が筋弛緩剤点滴事件を起こし、10人がベクロニウムで殺傷された。容疑者は殺人罪などで有罪となり、無期懲役が言い渡された。